# به دنبال خورشید
«به دنبال خورشید» (به انگلیسی: Following the Sun)، ترانه‌ای محصول سال ۲۰۰۳ و خلق‌شده به وسیلهٔ پروژهٔ موسیقی انیگما است. این تک‌آهنگ دومین تک‌آهنگی بود که از آلبوم ویاژر عرضه می‌شد.

## فهرست تک‌آهنگی
1. «Following The Sun (نسخهٔ Radio Edit)» – مدت: ۴:۱۲
2. «Following The Sun (نسخهٔ Album Version)» – مدت: ۵:۴۸
3. «Voyageur (نسخهٔ Fab ۴ Mix)» –مدت: ۴:۳۰